# Ponta Preta
Ponta Preta é um promontório no noroeste da ilha de Santiago, Cabo Verde. Fica a cerca de três quilômetros a noroeste da cidade de Tarrafal e marca o limite noroeste da Baía de Tarrafal. No promontório existe um farol, o Farol da Ponta Preta.